# Neuburgia collina
Neuburgia collina là một loài thực vật thuộc họ Loganiaceae. Đây là loài đặc hữu của Fiji.